# Regionalwahl in Latium 2000
Die Regionalwahl in Latium 2000 fand am 16. April statt; der Regionalrat und der Präsident der Region Latium wurden gleichzeitig gewählt.

## Wahlergebnis
| Kandidaten                                                      | Kandidaten               | Stimmen   | %    | Listen                  | Stimmen   | %    | Mandate |
| --------------------------------------------------------------- | ------------------------ | --------- | ---- | ----------------------- | --------- | ---- | ------- |
|                                                                 | Francesco Storacegewählt | 1.553.562 | 51,3 | Alleanza Nazionale      | 629.452   | 23,1 | 12      |
| Forza Italia                                                    | Francesco Storacegewählt | 1.553.562 | 51,3 | 585.182                 | 21,5      | 11   |         |
| Centro Cristiano Democratico                                    | Francesco Storacegewählt | 1.553.562 | 51,3 | 126.567                 | 4,6       | 2    |         |
| Cristiani Democratici Uniti                                     | Francesco Storacegewählt | 1.553.562 | 51,3 | 58.100                  | 2,1       | 1    |         |
| Partito Socialista – Socialdemocrazia                           | Francesco Storacegewählt | 1.553.562 | 51,3 | 16.599                  | 0,6       | –    |         |
| Pensionati Uniti                                                | Francesco Storacegewählt | 1.553.562 | 51,3 | 14.666                  | 0,5       | –    |         |
| Partito Democratico Cristiano                                   | Francesco Storacegewählt | 1.553.562 | 51,3 | 9.285                   | 0,3       | –    |         |
| Liberal Sgarbi – I Libertari                                    | Francesco Storacegewählt | 1.553.562 | 51,3 | 7.274                   | 0,3       | –    |         |
| Democrazia Moderna                                              | Francesco Storacegewählt | 1.553.562 | 51,3 | 2.594                   | 0,1       | –    |         |
| Mandate der Listengruppe                                        | Francesco Storacegewählt | 1.553.562 | 51,3 | –                       | –         | 12   |         |
| ↳ Gesamt                                                        | Francesco Storacegewählt | 1.553.562 | 51,3 | 1.449.719               | 53,2      | 38   |         |
|                                                                 | Piero Badaloni           | 1.392.190 | 46,0 | Democratici di Sinistra | 543.041   | 19,9 | 10      |
| Partito della Rifondazione Comunista                            | Piero Badaloni           | 1.392.190 | 46,0 | 147.030                 | 5,4       | 3    |         |
| I Democratici                                                   | Piero Badaloni           | 1.392.190 | 46,0 | 131.644                 | 4,8       | 2    |         |
| Partito Popolare Italiano - Rinnovamento Italiano               | Piero Badaloni           | 1.392.190 | 46,0 | 129.790                 | 4,8       | 2    |         |
| Federazione dei Verdi                                           | Piero Badaloni           | 1.392.190 | 46,0 | 85.494                  | 3,1       | 1    |         |
| Socialisti Democratici Italiani - Partito Repubblicano Italiano | Piero Badaloni           | 1.392.190 | 46,0 | 61.290                  | 2,2       | 1    |         |
| Partito dei Comunisti Italiani                                  | Piero Badaloni           | 1.392.190 | 46,0 | 59.976                  | 2,2       | 1    |         |
| Unione Democratici per l’Europa                                 | Piero Badaloni           | 1.392.190 | 46,0 | 50.400                  | 1,9       | 1    |         |
| Nicht gewählte Direktkandidat                                   | Piero Badaloni           | 1.392.190 | 46,0 | –                       | –         | 1    |         |
| ↳ Gesamt                                                        | Piero Badaloni           | 1.392.190 | 46,0 | 1.208.665               | 44,4      | 22   |         |
|                                                                 | Rita Bernardini          | 65.587    | 2,2  | Lista Emma Bonino       | 53.772    | 2,0  | –       |
|                                                                 | Marina Larena            | 9.880     | 0,3  | Partito Umanista        | 6.690     | 0,2  | –       |
|                                                                 | Severino Antinori        | 7.582     | 0,3  | Autonomia Liberale      | 5.474     | 0,2  | –       |
| Gesamt                                                          | Gesamt                   | 3.028.801 | 100  |                         | 2.724.320 | 100  | 60      |